# Рохас, Клементе
Клеме́нте Ро́хас Пе́рес (исп. Clemente Rojas Pérez; 1 сентября 1952, Картахена) — колумбийский боксёр полулёгкой весовой категории. В начале 1970-х годов выступал за сборную Колумбии: бронзовый призёр летних Олимпийских игр в Мюнхене, победитель многих международных турниров и национальных первенств. В период 1974—1983 боксировал на профессиональном уровне, но без особых достижений.

## Биография
Клементе Рохас родился 1 сентября 1952 года в городе Картахена, департамент Боливар. В детстве мечтал стать футболистом, но в итоге сделал выбор в пользу бокса, проходил подготовку в боксёрском зале города Барранкилья. Первого серьёзного успеха на ринге добился в возрасте двадцати лет, когда благодаря череде удачных выступлений удостоился права защищать честь страны на летних Олимпийских играх 1972 года в Мюнхене. Сумел дойти здесь до стадии полуфиналов, после чего со счётом 2:3 уступил кенийцу Филипу Варуинге. Получив бронзовую олимпийскую медаль, решил попробовать себя среди профессионалов и покинул сборную.
Профессиональный дебют Рохаса состоялся в сентябре 1974 года, своего первого соперника Ригоберто Пертуса он победил нокаутом уже во втором раунде. Тем не менее, дальнейшая его карьера сложилась не так удачно, победы стали чередоваться с проигрышами, и уровень соперников заметно снизился. Продолжал выходить на ринг вплоть до 1987 года, но, потерпев семь поражений подряд, принял решение оставить большой спорт, так ни разу и не поучаствовав в титульных матчах. Всего в профессиональном боксе провёл 27 боёв, из них 9 окончил победой (в том числе 4 досрочно), 15 раз проиграл, в трёх случаях была зафиксирована ничья.